# Mountain Brook (Alabama)
Mountain Brook és una població dels Estats Units a l'estat d'Alabama. Segons el cens del 2005 tenia 20.821 habitants.

## Demografia
Segons el cens del 2000, Mountain Brook tenia 20.640 habitants, 7.954 habitatges, i 5.974 famílies. La densitat de població era de 649,9 habitants/km².
Dels 7.954 habitatges en un 36,7% hi vivien nens de menys de 18 anys, en un 68% hi vivien parelles casades, en un 5,5% dones solteres, i en un 25,3% no eren unitats familiars. En el 22,7% dels habitatges hi vivien persones soles el 9,9% de les quals corresponia a persones de 65 anys o més que vivien soles. El nombre mitjà de persones vivint en cada habitatge era de 2,57 i el nombre mitjà de persones que vivien en cada família era de 3,05.
Per edats la població es repartia de la següent manera: un 28,3% tenia menys de 18 anys, un 4,1% entre 18 i 24, un 25,3% entre 25 i 44, un 25,8% de 45 a 60 i un 16,4% 65 anys o més.
L'edat mitjana era de 41 anys. Per cada 100 dones hi havia 89,7 homes. Per cada 100 dones de 18 o més anys hi havia 85,4 homes.
La renda mitjana per habitatge era de 100.483 $ i la renda mitjana per família de 156.647 $. Els homes tenien una renda mitjana de 100.000 $ mentre que les dones 39.770 $. La renda per capita de la població era de 59.085 $. Cap de les famílies i el 0% de la població estaven per davall del llindar de pobresa.

## Poblacions més properes
El següent diagrama mostra les poblacions més properes.